# Paolo Giordano I Orsini
Paolo Giordano I Orsini (Bracciano, 1º gennaio 1541 – Salò, 13 novembre 1585) è stato un militare e nobile italiano, primo duca di Bracciano dal 9 ottobre 1560 sino alla morte.
Il 28 gennaio 1556 sposò Isabella de' Medici, figlia di Cosimo I de' Medici e di Eleonora di Toledo. Nel 1576, fu il probabile mandante dell'omicidio della moglie, che sospettava di adulterio con Troilo Orsini

## Biografia
Esponente della potente famiglia romana degli Orsini, nacque da Girolamo e Francesca Sforza di Santa Fiora. Era nipote di Felice della Rovere, figlia illegittima di papa Giulio II, di Gian Giordano Orsini, di Bosio Sforza e di Costanza Farnese, figlia illegittima di papa Paolo III.
Dopo una condanna dello zio Francesco, i beni degli Orsini furono devoluti a Paolo Giordano.
Nel 1543 divenne Signore di San Gregorio (oggi San Gregorio da Sassola); ma data la sua età il feudo fu governato dal tutore, il cardinale Sforza, parente della madre.
Nel 1553, fu legato da un contratto di nozze con Isabella de' Medici, figlia del Granduca di Toscana Cosimo I, che sposò nel 1558.
Nel 1560, il papa eresse a Ducato il feudo di Bracciano e tutto il suo tenimento, che comprendeva anche la Terra di San Gregorio. Il 16 ottobre 1566, oppresso da debiti, Paolo Giordano fu costretto a vendere il feudo di San Gregorio al cardinale Prospero Santacroce, per 25.000 scudi. La vendita fu ratificata nel 1567.
Alla morte di Cosimo I, venuta meno l'utilità di rimanere a risiedere a Firenze, l'Orsini decise di trasferirsi a Roma con la moglie Isabella, preparando il suo ritorno con importanti opere di restauro al palazzo romano di Monte Giordano e della rocca di Bracciano, andando a risiedere per i primi anni nel palazzo di Campo de' Fiori altra residenza romana degli Orsini.
Militò come capitano alla battaglia di Lepanto, e fui tra i primi a rompere lo schieramento turco combattendo addirittura contro la galea del pascià. Visse per lo più a Roma, lontano dalla moglie, sebbene la facesse sorvegliare dal cugino Troilo Orsini, ma rimanendo sempre in contatto con lei come dimostrano le numerose lettere scambiate dagli sposi, corrispondenza continuata finché la moglie morì presso la propria famiglia nella Villa medicea di Cerreto Guidi.
Dell'improvvisa morte di Isabella, avvenuta appena sei giorni dopo l'omicidio, da parte del marito, di Leonora Alvarez, che di Isabella era al tempo stesso cugina, sorella adottiva e cognata, oltre che stretta amica, fu accusato Paolo Giordano, che avrebbe agito di concerto con un sicario, un cavaliere di Malta, per strangolare la moglie considerata infedele, e sarebbe poi stato coperto dal fratello di lei, Francesco. Le due morti presentano una lunga lista di somiglianze, dal luogo, alla modalità, fino alla connivenza di Francesco, e maggioranza degli storici considera veritiera la versione dell'omicidio per gelosia, motivato dalla credenza, da parte di Orsini, di una relazione fra Isabella e Troilo, ma anche dai legami di Isabella con esponenti del partito anti-mediceo, fra cui Piero Ridolfi.
A Roma divenne poi l'amante di Vittoria Accoramboni (donna bellissima e già sposata a Francesco Peretti, nipote del futuro Sisto V), il cui marito sarebbe stato assassinato su suo incarico nel 1581. Dopo questo omicidio e specialmente dopo l'inattesa elezione nell'aprile 1585 a Papa del cardinale Peretti che giurò vendetta contro il Duca accusato dello stesso omicidio, questo inseguito dalla giustizia pontificia, scappò nel nord Italia (Venezia prima, poi Abano e Salò) con l'amante, sposata segretamente. Si ammalò improvvisamente pochi mesi dopo - si dice che fu fatto avvelenare per evitare una difficile estradizione (il Duca era anche patrizio veneto) o un processo controverso - e morì il 13 novembre del 1585 ospite nel palazzo di Sforza Pallavicino, dopo aver fatto testamento e nominato Vittoria sua erede universale. Per questo motivo, nel dicembre dello stesso anno l'Accoramboni venne assassinata dai sicari di Ludovico Orsini di Monterotondo, che si era fatto protettore degli interessi del nipote Virginio Orsini, figlio di Paolo Giordano e della sua prima moglie Isabella. Ludovico venne poi arrestato, mentre si trovava in cura ai bagni termali, e giustiziato dalle autorità della Repubblica insieme con i due sicari. 
Le sue sanguinose vicende hanno ispirato poeti e scrittori e acceso la fantasia popolare che spesso ha dato origine a leggende legati ai fantasmi suoi e di Isabella, che sia aggirano tra la Toscana e Bracciano. Alla vicenda furono dedicate numerose opere letterarie, fra cui il dramma Il diavolo bianco (o Vittoria Corombona) di John Webster. 

## Discendenza
Dopo almeno cinque aborti spontanei avvenuti fra il 1559 e il 1570, Paolo Giordano e Isabella ebbero due figli:
- Francesca Eleonora Orsini (1º marzo 1571 - 1634). Sposò Alessandro Sforza, conte di Santa Fiora e duca di Segni;
- Virginio Orsini (1572 - 1615). II Duca di Bracciano, sposò Flavia Peretti, nipote di Papa Sisto V.

## Ascendenza
|                                 |                                |                                  | Genitori                         |  |  | Nonni |  |  | Bisnonni                |  |  | Trisnonni        |  |
|                                 |                                |                                  |                                  |  |  |       |  |  | Gentile Virginio Orsini |  |  | Napoleone Orsini |  |
|                                 |                                |                                  |                                  |  |  |       |  |  | Gentile Virginio Orsini |  |  | Napoleone Orsini |  |
|                                 |                                | Francesca Orsini di Monterotondo |                                  |  |  |       |  |  | Gentile Virginio Orsini |  |  |                  |  |
| Gian Giordano Orsini            |                                |                                  |                                  |  |  |       |  |  | Gentile Virginio Orsini |  |  |                  |  |
|                                 |                                | Isabella Orsini di Salerno       | Raimondo Orsini di Salerno       |  |  |       |  |  |                         |  |  |                  |  |
|                                 |                                | Isabella Orsini di Salerno       | Raimondo Orsini di Salerno       |  |  |       |  |  |                         |  |  |                  |  |
|                                 |                                | Isabella Orsini di Salerno       | Eleonora d’Aragona               |  |  |       |  |  |                         |  |  |                  |  |
| Girolamo Orsini                 |                                | Isabella Orsini di Salerno       |                                  |  |  |       |  |  |                         |  |  |                  |  |
|                                 |                                | Papa Giulio II                   | Raffaello Della Rovere           |  |  |       |  |  |                         |  |  |                  |  |
|                                 |                                | Papa Giulio II                   | Raffaello Della Rovere           |  |  |       |  |  |                         |  |  |                  |  |
|                                 |                                | Papa Giulio II                   | Teodora Manirola                 |  |  |       |  |  |                         |  |  |                  |  |
| Felice Della Rovere             |                                | Papa Giulio II                   |                                  |  |  |       |  |  |                         |  |  |                  |  |
|                                 |                                | Lucrezia Normanni                | …                                |  |  |       |  |  |                         |  |  |                  |  |
|                                 |                                | Lucrezia Normanni                | …                                |  |  |       |  |  |                         |  |  |                  |  |
|                                 |                                | Lucrezia Normanni                | …                                |  |  |       |  |  |                         |  |  |                  |  |
| Paolo Giordano I Orsini         |                                | Lucrezia Normanni                |                                  |  |  |       |  |  |                         |  |  |                  |  |
|                                 | Federico Sforza di Santa Fiora | Guido Sforza di Santa Fiora      |                                  |  |  |       |  |  |                         |  |  |                  |  |
|                                 | Federico Sforza di Santa Fiora | Guido Sforza di Santa Fiora      |                                  |  |  |       |  |  |                         |  |  |                  |  |
|                                 | Federico Sforza di Santa Fiora | Francesca Farnese                |                                  |  |  |       |  |  |                         |  |  |                  |  |
| Bosio II Sforza di Santa Fiora  | Federico Sforza di Santa Fiora |                                  |                                  |  |  |       |  |  |                         |  |  |                  |  |
|                                 |                                | Bartolomea Orsini di Pitigliano  | Niccolò Orsini                   |  |  |       |  |  |                         |  |  |                  |  |
|                                 |                                | Bartolomea Orsini di Pitigliano  | Niccolò Orsini                   |  |  |       |  |  |                         |  |  |                  |  |
|                                 |                                | Bartolomea Orsini di Pitigliano  | Elena Conti                      |  |  |       |  |  |                         |  |  |                  |  |
| Francesca Sforza di Santa Fiora |                                | Bartolomea Orsini di Pitigliano  |                                  |  |  |       |  |  |                         |  |  |                  |  |
|                                 |                                | Papa Paolo III                   | Pier Luigi Farnese               |  |  |       |  |  |                         |  |  |                  |  |
|                                 |                                | Papa Paolo III                   | Pier Luigi Farnese               |  |  |       |  |  |                         |  |  |                  |  |
|                                 |                                | Papa Paolo III                   | Giovannella Caetani di Sermoneta |  |  |       |  |  |                         |  |  |                  |  |
| Costanza Farnese                |                                | Papa Paolo III                   |                                  |  |  |       |  |  |                         |  |  |                  |  |
|                                 |                                | Silvia Ruffini                   | …                                |  |  |       |  |  |                         |  |  |                  |  |
|                                 |                                | Silvia Ruffini                   | …                                |  |  |       |  |  |                         |  |  |                  |  |
|                                 |                                | Silvia Ruffini                   | …                                |  |  |       |  |  |                         |  |  |                  |  |
|                                 |                                | Silvia Ruffini                   |                                  |  |  |       |  |  |                         |  |  |                  |  |